# Macromia flavovittata
Macromia flavovittata är en trollsländeart som beskrevs av Fraser 1935. Macromia flavovittata ingår i släktet Macromia och familjen skimmertrollsländor. IUCN kategoriserar arten globalt som otillräckligt studerad. Inga underarter finns listade i Catalogue of Life.